# Mark Harmon
Mark Thomas Harmon (Burbank, 2 settembre 1951) è un attore e produttore televisivo statunitense.

## Biografia
Figlio del giocatore di football americano Tom Harmon e dell'attrice di origine austriaca Elyse Knox, protagonista dell'horror La tomba della mummia (1942) e popolare pin up nel periodo della seconda guerra mondiale. Dopo aver completato le scuole alla Harvard School di Studio City, Harmon si è laureato con un corso di due anni al Pierce College di Los Angeles. Dal 2003 al 2021 ha interpretato il ruolo dell'agente speciale Leroy Jethro Gibbs nella serie televisiva statunitense NCIS - Unità anticrimine.

### Vita privata
Nel 1987 ha sposato l'attrice Pam Dawber (protagonista femminile della serie Mork & Mindy), dalla quale ha avuto due figli, Sean Thomas (26 aprile 1988) e Ty Christian (25 giugno 1992). Sean Thomas ha preso parte, per sei episodi, alla serie televisiva NCIS, che vede il padre come protagonista, nei panni di Leroy Jethro Gibbs, interpretando proprio lo stesso Gibbs da giovane.

### Omaggi e riconoscimenti
Nel 1986 Harmon ha vinto il premio di uomo più sexy dell'anno della rivista People . Il 2 ottobre 2012 gli è stata assegnata la stella numero 2482 sulla Hollywood Walk of Fame.

## Controversie
Nel 2018 la collega di NCIS Pauley Perrette ha lasciato la serie in quanto ha sostenuto ripetutamente di essere stata aggredita fisicamente più volte da Harmon dopo aver contestato i suoi metodi, da lei definiti autoritari. Una collaboratrice di Perrette, nel 2016, sarebbe stata aggredita dal pitbull di Harmon. L'attore ha minacciato di sporgere querela per diffamazione.

## Filmografia parziale

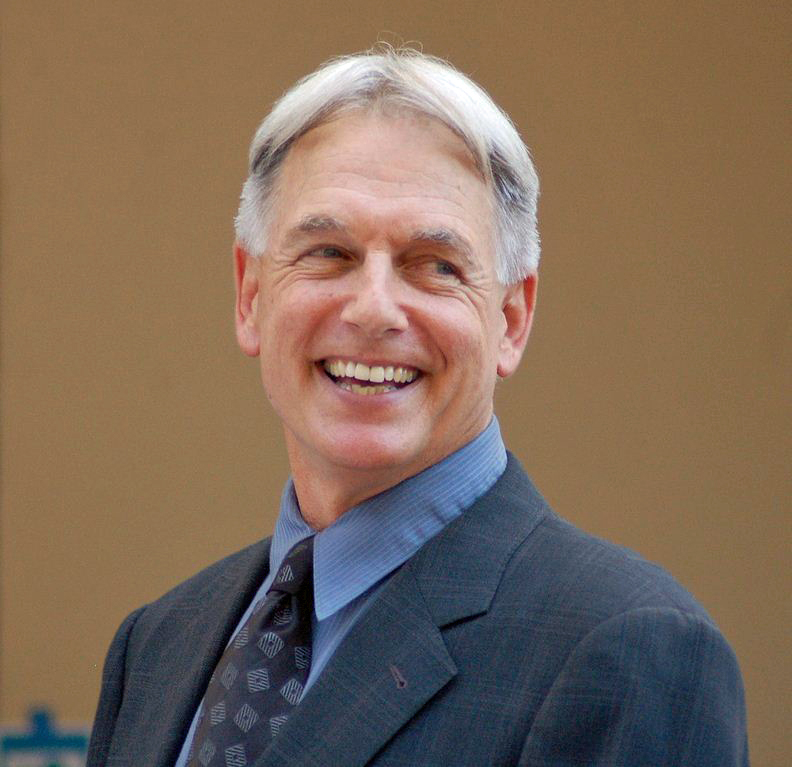
Mark Harmon alla cerimonia per ricevere la stella della Hollywood Walk of Fame nel 2012

### Cinema
- Arriva un cavaliere libero e selvaggio (Comes a Horseman), regia di Alan Pakula (1978)
- L'inferno sommerso (Beyond the Poseidon Adventure), regia di Irwin Allen (1979)
- Tuareg - Il guerriero del deserto, regia di Enzo G. Castellari (1984)
- Eroi per un amico (Let's Get Harry), regia di Stuart Rosenberg (1986)
- Summer School - Una vacanza da ripetenti (Summer School), regia di Carl Reiner (1987)
- Il presidio - Scena di un crimine (The Presidio), regia di Peter Hyams (1988)
- Il sentiero dei ricordi (Stealing Home), regia di Steven Kampmann e William Porter (1988)
- Due di troppo (Worth Winning), regia di Will Mackenzie (1989)
- L'ultimo carico d'oro (Till There Was You), regia di John Seale (1991)
- Oscuri presagi (Cold Heaven), regia di Nicolas Roeg (1991)
- Wyatt Earp, regia di Lawrence Kasdan (1994)
- Assassini nati - Natural Born Killers (Natural Born Killers), regia di Oliver Stone (1994)
- Magia nel lago (Magic in the Water), regia di Rick Stevenson (1995)
- Una cena quasi perfetta (The Last Supper), regia di Stacy Title (1995)
- Adam si sposa (The First to Go), regia di John L. Jacobs (1997)
- Paura e delirio a Las Vegas (Fear and Loathing in Las Vegas), regia di Terry Gilliam (1998)
- Il ricordo di un aprile (I'll Remember April), regia di Bob Clark (2000)
- Quel pazzo venerdì (Freaky Friday), regia di Mark Waters (2003)
- Amori in corsa (Chasing Liberty), regia di Andy Cadiff (2004)
- Quel pazzo venerdì, sempre più pazzo (Freakier Friday), regia di Nisha Ganatra (2025)

### Televisione
- Adam-12 – serie TV, episodio 7x21 (1975)
- All's Fair – serie TV, 1 episodio (1976)
- Sam – serie TV, 7 episodi (1978)
- Little Mo – film TV (1978)
- Colorado (Centennial) – miniserie TV, 3 puntate (1978)
- 240-Robert – serie TV, 16 episodi (1979)
- Flamingo Road – serial TV, 38 episodi (1981)
- Il Golia attende (Goliath Awaits), regia di Kevin Connor – film TV (1981)
- A cuore aperto (St. Elsewhere) – serie TV, 70 episodi (1983-1986)
- Il mostro (The Deliberate Stranger) – miniserie TV (1986)
- Moonlighting – serie TV, 4 episodi (1987)
- La dolce ala della giovinezza (Sweet Bird of Youth), regia di Nicolas Roeg – film TV (1989)
- Il lungo viaggio verso casa (Long Road Home), regia di John Korty – film TV (1991)
- Ragionevoli dubbi (Reasonable Doubts) – serie TV, 45 episodi (1991-1993)
- Charlie Grace – serie TV, 7 episodi (1995)
- Chicago Hope – serie TV, 95 episodi (1996-2000)
- Dalla Terra alla Luna (From the Earth to the Moon) – miniserie TV, una puntata (1998)
- Fuoco incrociato (Crossfire Trail), regia di Simon Wincer – film TV (2001)
- West Wing - Tutti gli uomini del Presidente (The West Wing) – serie TV, 4 episodi (2002)
- JAG - Avvocati in divisa (JAG) – serie TV, 4 episodi (2003)
- NCIS - Unità anticrimine (NCIS) – serie TV, 435 episodi (2003-2022) – Leroy Jethro Gibbs
- La missione di Clara Rinker (Certain Prey), regia di John Sandford – film TV (2011)
- NCIS: New Orleans – serie TV, 4 episodi (2018)
- NCIS: Origins – serie TV, 6 episodi (2024-2025)

## Doppiatori italiani
Nelle versioni in italiano delle opere in cui ha recitato, Mark Harmon è stato doppiato da:
- Angelo Maggi in Promessa d'amore, Non te ne puoi andare - And Never Let Her Go, JAG - Avvocati in divisa, NCIS - Unità anticrimine, NCIS: New Orleans, Quel pazzo venerdì, sempre più pazzo
- Roberto Chevalier ne Il presidio - Scena di un crimine, Magia nel lago, Ragionevoli dubbi
- Claudio Capone in 240-Robert, Il mostro
- Massimo Lodolo ne Il lungo viaggio verso casa, L'ultimo carico d'oro
- Fabrizio Pucci in Chicago Hope, Fuoco incrociato
- Sandro Acerbo in Arriva un cavaliere libero e selvaggio
- Mauro Gravina ne L'inferno sommerso
- Oreste Baldini in Love Boat
- Massimo Rossi ne Il sentiero dei ricordi
- Davide Marzi in Assassini nati - Natural Born Killers
- Teo Bellia in West Wing - Tutti gli uomini del Presidente
- Mino Caprio in Una cena quasi perfetta
- Saverio Indrio in Casualties
- Fabrizio Temperini in A cuore aperto
- Giuliano Santi in Moonlighting
- Sergio Di Stefano in Quel pazzo venerdì
- Luca Biagini in Charlie Grace
- Marco Mete in Wyatt Earp
- Massimo Rinaldi ne Il ricordo di un aprile
- Eugenio Marinelli ne Il corso di recupero
- Renato Cortesi in Ti amerò per sempre
- Danilo De Girolamo in Amori in corsa
- Emilio Cappuccio in Flamingo Road
- Francesco Pannofino in Dalla terra alla luna
- Luciano Marchitiello in Eroi per un amico
- Federico Danti ne La missione di Clara Rinker

Da doppiatore è sostituito da: 
- Angelo Maggi in NCIS: Origins